# NGC 108
NGC 108은 안드로메다자리 방향에 있는 렌즈형 은하다.